# 우보 (삼국지)
우보(牛輔, ? ~ 192년)는 중국 후한 말의 무장이다. 동탁의 사위였으며 하동군과 홍농군 일대를 방어하였다.

## 생애
중랑장이었다. 영제 말 서하군에서 봉기한 백파적(白波賊)이 189년(중평 6년)에도 여전히 기승을 부리며 하동군을 약탈하였다. 정권을 장악한 동탁의 명을 받고 토벌하러 갔으나 격퇴에 실패하였다. 190년(초평 원년) 동탁의 횡포에 반동탁 연합군이 궐기하였다. 191년 연합군의 일원인 파로장군(破虜將軍) 손견이 낙양까지 밀고 올라왔다. 동탁은 우보를 안읍현(安邑縣), 동월(董越)을 홍농군 민지현(黽池縣), 단외를 화음현(華陰縣)에 배치시키고 장안으로 들어갔다. 이후 우보는 섬현(陝縣)으로 이동하였다.
192년 주준이 낙양 동쪽의 중모현(中牟縣)에 자리하고 동탁을 칠 군사를 모았다. 우보는 이각, 곽사, 장제에게 수만 명을 줘 주준을 막게 했다. 이각 등이 영격해 온 주준을 격파하고 진류군과 영천군을 초토화하였다. 그동안 동탁이 왕윤과 여포에게 주살당하면서 정권이 엎어졌다. 우보를 토벌하러온 이숙을 물리쳤음에도 공연히 겁을 먹고 금은보화를 챙겨 도망치기로 하였다. 평소 극진히 대했던 복호적아 등 호인(胡人)들이 성의 북쪽에 말을 준비하고 우보에게 줄을 매달아 내리다가 미처 땅에 닿기도 전에 한 장(丈)쯤을 남겨두고 놓치고 말았다. 호인들은 부상을 입어 거동이 어려운 우보를 베어 재물을 취하고 그 머리를 장안으로 보냈다.

## 성품
겁이 많았다. 늘 병부(兵符)를 쥐고 작두를 곁에 두어 강해보이는 척 했지만, 실상은 미리 관상가로 하여금 손님의 관상을 보게 할 뿐만 아니라 점을 쳐본 이후에야 만났다. 어느 날 동월이 우보를 방문했는데 우보에게 좋지 않은 일을 꾸몄다는 점쟁이의 말만 듣고 바로 죽이기도 하였다. 《헌제기》(獻帝紀)에서는 동월에게 편형(鞭刑)을 당한 점쟁이의 복수라고 한다.

## 삼국지연의
사서가 아닌 소설 《삼국지연의》에서는 동탁이 하진의 부름에 응해 낙양으로 갈 때 섬서(陝西)를 수비하는 것으로 첫 등장한다. 동탁 주살 후 양주에서 장안으로 쳐들어가는 이각, 곽사, 장제, 번조 4인방에 합류하여 그 선봉이 된다. 여포에게 패하고 재물만 챙겨 전선을 이탈하다가 심복 호적아에게 살해당한다.

## 같이 보기
- 삼국지 인물 목록

## 참고 문헌
- 《후한서》72권 열전 제62 동탁